# Großer Preis von Thüringen
Der Große Preis von Thüringen war ein Wettbewerb im Bahnradsport, der in der thüringischen Stadt Erfurt auf der Radrennbahn Andreasried für Sprinter veranstaltet wurde. Unter diesem Namen wurde auch in einigen Jahren ein Großer Preis für Steher ausgefahren.

## Geschichte
Der Große Preis von Thüringen war neben dem Goldenen Rad von Erfurt (ein Steherrennen) die bedeutendste Veranstaltung im Bahnradsport des Landes Thüringen und zog jährlich viele tausende Zuschauer an. Das Rennen wurde mit Unterbrechungen bis 1934 als Großer Preis von Thüringen ausgefahren. Das erste Rennen wurde 1902 vom Verein RC Falke Erfurt organisiert. Unterstützt wurde das Rennen in den Anfangsjahren von den Erfurter Malzfabriken. Damit konnte der erste Sieger, Willy Arend, den für damalige Verhältnisse beachtlichen Preis von 1.000 Mark gewinnen. Ab 1906 geriet die Finanzierung ins Stocken und das Rennen der Sprinter fand mit großen Unterbrechungen statt. Die erste Veranstaltung nach dem Zweiten Weltkrieg 1954 trug dann den Namen „Großer Preis von Erfurt“ und wurde unter diesem Namen noch einige Male in der DDR ausgetragen. 2008 gab es die letzte Veranstaltung, die den Zusatz „SWE Grand Prix“ trug.

## Sieger
- 1902  Willy Arend
- 1903  Thorvald Ellegaard
- 1904  Anton Huber
- 1905  Henry Mayer
- 1906–1907 nicht ausgetragen
- 1908  Oscar Peter
- 1909–1913 nicht ausgetragen
- 1914  Willy Lorenz
- 1915–1918 nicht ausgetragen
- 1919  Walter Rütt
- 1920–1921 nicht ausgetragen
- 1922  Robert Jensen
- 1923  Willy Gottfried
- 1923–1933 nicht ausgetragen
- 1934  Toni Merkens
- 1935–1953 nicht ausgetragen
- 1954  Rolf Nitzsche
- 1975  Bodo Kriegs
- 1976  Bodo Kriegs
- 1977–1979 nicht ausgetragen
- 1980  Michael Hübner
- 1981–2007 nicht ausgetragen
- 2008  Chris Hoy
- 2009– nicht ausgetragen